# Malice in Wonderland (мультфільм)
Malice In Wonderland — короткометражний мультфільм американського режисера Вінсента Коллінза і мультиплікатора Мівако Коллінз, що належить до незалежної анімації в США. Фільм є ремінісценцією на книгу Льюїса Керролла «Аліса в Країні чудес» і демонструє сюрреалістичні образи і агресивний стиль анімації. Тривалість фільму — 4 хвилини.

## Сюжет
Білий Кролик з реактивним двигуном влітає через вульву жінки, що лежить на спині, в Країну чудес, де люди і Об'єкти вивертаються навиворіт, з шаленою швидкістю змінюючи форму і сутність. Події приблизно відповідають описуваним у книзі Льюїса Керролла «Аліса в Країні чудес». З'являються образи як самої Аліси, так і Синьої Гусениці, Чеширського Кота, Капелюшника і Королеви. Часто образи і символи мають сексуальний характер. Наприкінці Аліса вимовляє: Oh, I've had such a curious dream! (в українському перекладі: «Який мені дивний сон приснився!»).